# Delissea takeuchii
Delissea takeuchii là loài thực vật có hoa trong họ Hoa chuông. Loài này được Lammers mô tả khoa học đầu tiên năm 2005.